# Banter See
Der Banter See ist ein See in Wilhelmshaven, Niedersachsen. Er ist ein ehemaliges Hafenbecken.

## Beschreibung
Der See befindet sich in einem Freizeitgelände und wird zum Segeln, Surfen, Tauchen, Kanufahren und als Badesee genutzt. Am See befindet sich das Freibad Klein Wangerooge. Die Badegewässerqualität wird seit 1991 überwacht, in der Regel ohne Beanstandungen. 2003 und 2005 war das Bad jedoch während der Badesaison mindestens 14 Tage geschlossen.
Im Mittelalter befand sich die Ortschaft Banter Kirchspiel in der Nähe des heutigen Banter Sees. Beim Bau der Wilhelmshavener Häfen entstanden hier der Westhafen und Zwischenhafen, der 1948 durch den Grodendamm geteilt wurde, wobei der westliche Teil mit dem ehemaligen Westhafen abgeschlossen wurde und heute den Banter See bildet.
Während des Zweiten Weltkriegs befand sich hier der Tirpitzhafen und die Westwerft.
2012 wurde der ca. 7,5 km lange „Rundweg Banter See“, der seit den 1970er Jahren geplant wurde und in Teilstücken schon realisiert war, von der Stadt Wilhelmshaven fertiggestellt.
Der Brackwassersee wird vom Sportfischereiverein Wilhelmshaven e.V. als Angelgewässer genutzt.
An der Nordseite des Banter Sees befindet sich eine Flussseeschwalbenkolonie, die vom Institut für Vogelforschung „Vogelwarte Helgoland“ seit den 1980er Jahren intensiv studiert wird.

## Bildergalerie

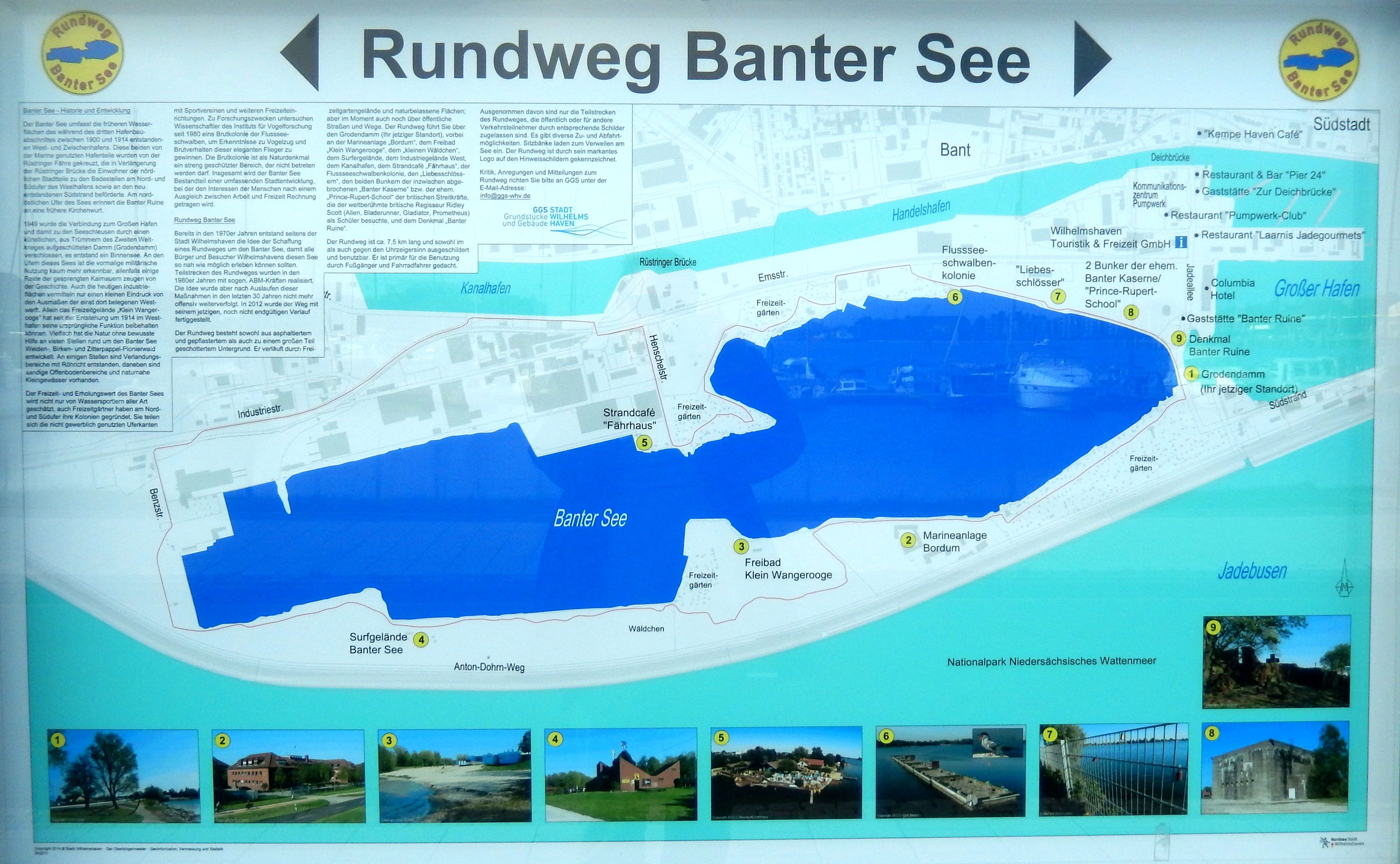
Infotafel am östlichen Seeufer
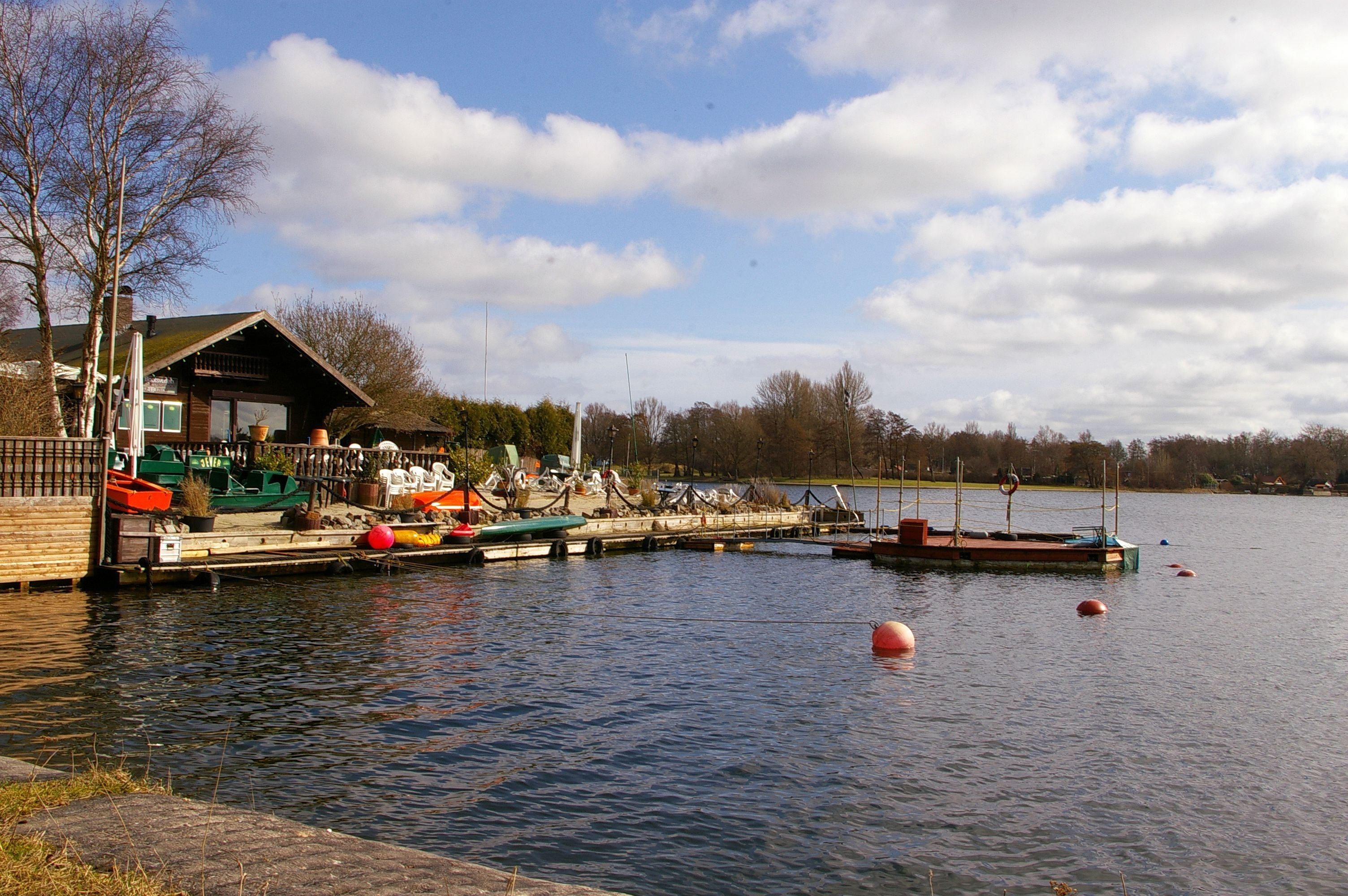
Bootshaus am Banter See, 2010
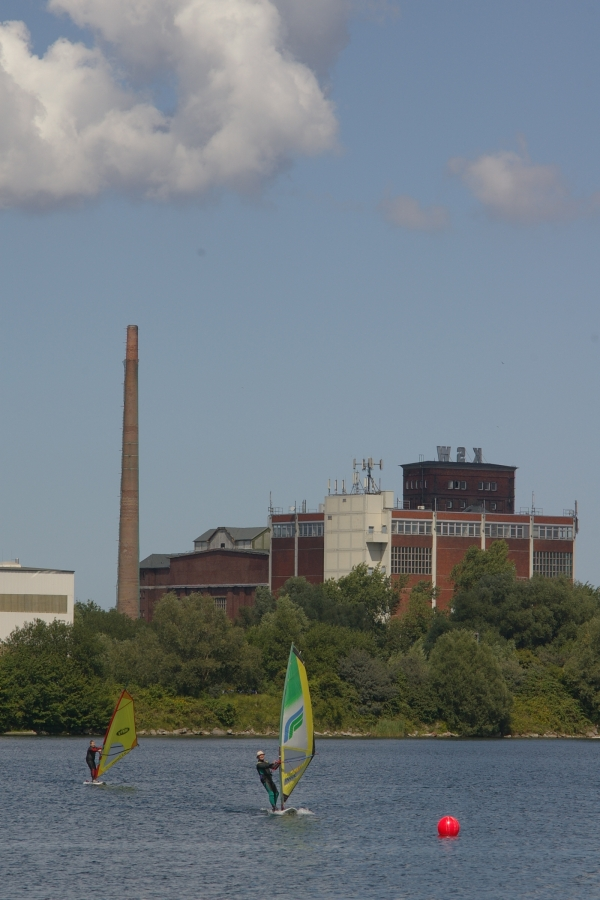
Surfer auf dem Banter See, 2007
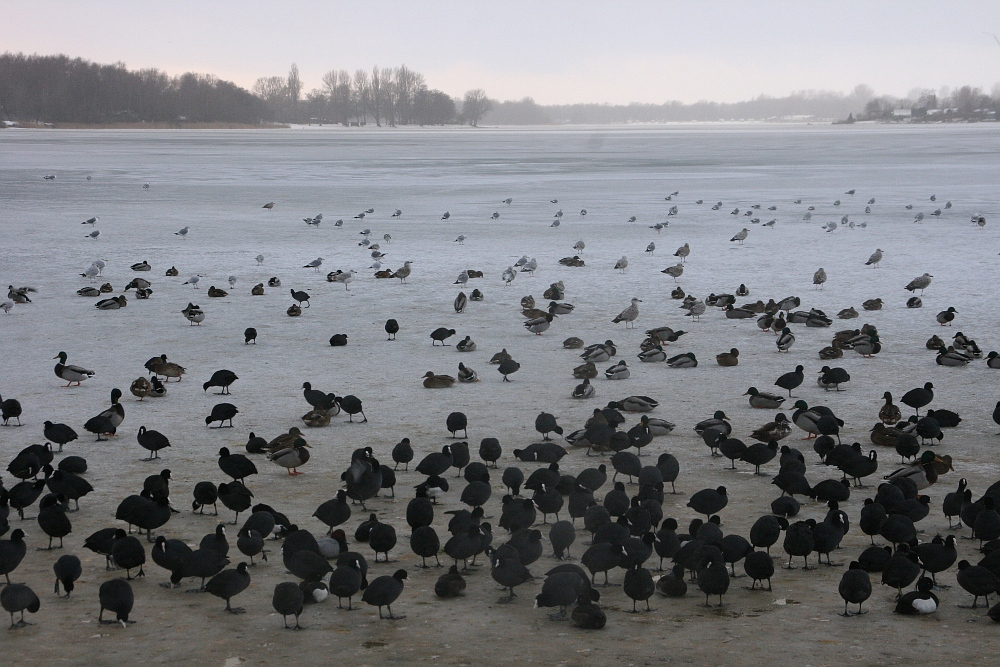
Am Banter See überwinternde Blässhühner, Stockenten und Möwen, Februar 2010
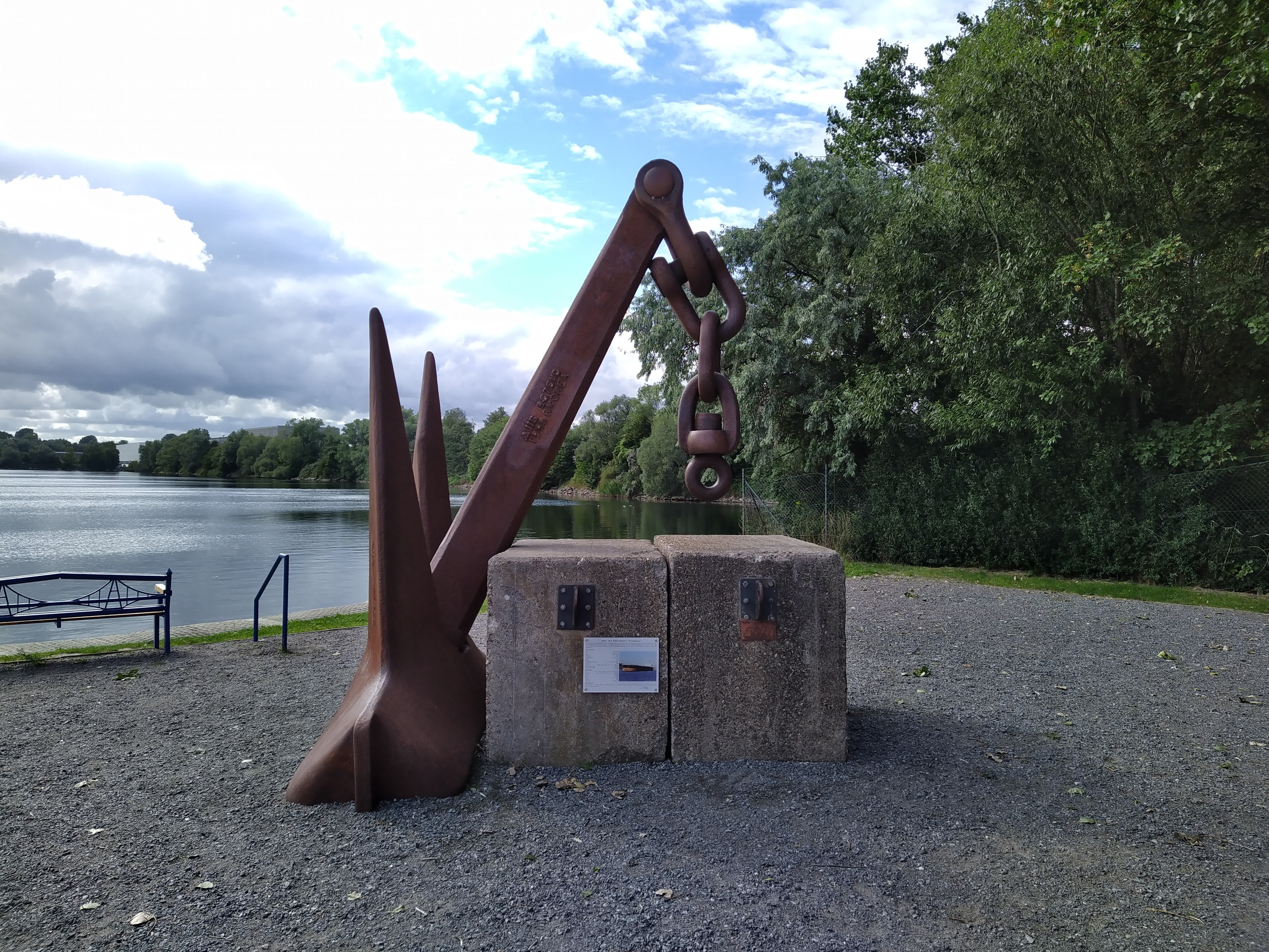
Patentanker eines Großtankers als Denkmal nahe dem Strandcafé Fährhaus